# 2000년 1월
| 2000년: 1월 · 2월 · 3월 · 4월 · 5월 · 6월 · 7월 · 8월 · 9월 · 10월 · 11월 · 12월 |

| <          | 2000년 1월 | 2000년 1월 | 2000년 1월 | 2000년 1월 | 2000년 1월  | >            |
| 일         | 월         | 화         | 수         | 목         | 금          | 토           |
|            |            |            |            |            |             | 1 11.25 무오 |
| 2 26 기미  | 3 27 경신  | 4 28 신유  | 5 29 임술  | 6 30 계해  | 7 12.1 갑자 | 8 2 을축     |
| 9 3 병인   | 10 4 정묘  | 11 5 무진  | 12 6 기사  | 13 7 경오  | 14 8 신미   | 15 9 임신    |
| 16 10 계유 | 17 11 갑술 | 18 12 을해 | 19 13 병자 | 20 14 정축 | 21 15 무인  | 22 16 기묘   |
| 23 17 경진 | 24 18 신사 | 25 19 임오 | 26 20 계미 | 27 21 갑신 | 28 22 을유  | 29 23 병술   |
| 30 24 정해 | 31 25 무자 |            |            |            |             |              |

| 편집하기 |

## 2000년1월 30일
- 민주노동당이 창당되다.

## 2000년1월 20일
- 새정치국민회의가 새천년민주당으로 이름을 바꿨다.

## 2000년1월 1일
- 새 밀레니엄을 맞이하는 축제가 전세계에서 이뤄졌다. 다만 제2천년기와 20세기는 2000년 12월 31일까지였다. 우려됐던 Y2K 문제는 발생하지 않았다.
- 2000년 선수협 파동 사건이 일어났다.